# كأس النرويج 1982
كأس النرويج 1982 (بالنرويجية: Norgesmesterskapet i fotball for menn 1982)‏ هو الموسم 77 من كأس النرويج. أشرف على تنظيمه اتحاد النرويج لكرة القدم، وفاز فيه نادي بران.